# Margarita Holguín Caro
Margarita Holguín Caro (Bogotá, 15 de noviembre de 1875-ibidem, 8 de diciembre de 1959) fue una pintora colombiana. 
Destacada por retratar la vivencia femenina, el paisaje y el retrato influida por el impresionismo francés, en el período de la belle époque bogotana. En los inicios de la modernización con la llegada de los primeros ferrocarriles, utilizados en Europa, hizo que se adecuara la estación y sus alrededores para la llegada de inmigrantes europeos, lo que explica el nombre de dicha época.
Su más importante fue la construcción y decoración de la capilla Santa María de los Ángeles, Bogotá. Allí elaboró bajorrelieves, bordados, pinturas religiosas y el tallado en madera y carey del altar mayor.

## Biografía
Margarita nació en Bogotá fue la cuarta hija del presidente Carlos Holguín Mallarino y de Margarita Caro Tobar, sobrina de Jorge Holguín y de Miguel Antonio Caro y nieta de José Eusebio Caro. Recibió sus primeras lecciones de pintura en los talleres de Enrique Recio y Gil y Lúis de Llanos, entre 1894 y 1896. Fue discípula de Andrés de Santa María, primero en su taller particular y luego en la Escuela de Artes Decorativas que fundó en 1904. Luego adelantó sus estudios en la Academia Julien de París, ciudad en la que vivió con su familia por varios años.
El 20 de julio de 1899 participó en la exposición organizada para festejar el aniversario del grito de Independencia, con dos óleos que obtuvieron una mención de tercera clase. En 1910, en la Exposición de Bellas Artes conmemorativa del centenario de la independencia, mostró cinco telas por las cuales obtuvo una medalla de honor. En 1899 y 1910 mostró su trabajo en exposiciones de la ciudad de Bogotá, en las cuales recibió premios y medallas.
En 1911 pintó el óleo titulado: La Costurera, el cual fue adquirido posteriormente por el Museo Nacional de Bogotá. En 1922, fundó la obra de Santa María de los Ángeles para recoger niñas y darles educación. Esto se consideró como el mayor legado de su vida, el cual posteriormente donó a la comunidad agustina. Allí realizó una serie de pinturas religiosas, algunos bajo relieves en cemento, bordados y piezas repujadas en plata y además, talló el altar mayor en madera y carey. El 8 de agosto de 1931, participó en el Salón de Artistas Colombianos y en 1940, participó en el nuevo Salón de Artistas Colombianos con los óleos: Retrato del Padre Almanza, Nóvita y Orillas del Río Cauca.
En 1942, participó en el III Salón de Artistas Colombianos con los óleos: "Retrato del General Roberto Urdaneta" y "En el jardín".
Otra de sus trabajos reconocidos es la publicación Los Caros en Colombia (1942), que es un compendio de documentos e historias de su familia. Se le considera como una de las primeras artistas mujeres profesionales en el país, quien dedicó su vida al estudio y desarrollo de su vocación.

## Obras
- Los Caros en Colombia
- En la Capilla de Santa María de los Angeles, varios frescos y algunos santos.
- En poder de sus familiares: Varios retratos, entre ellos el del Padre Almanza, el del General Urdaneta, el Limpiabotas, entre otros.